# Édouard Perronne
Pour les articles homonymes, voir Perronne.
Édouard Perronne, né le 30 mars 1843 à Baume-les-Dames et mort le 13 avril 1904 à Paris, est un architecte français.

## Biographie
Édouard Perronne naît le 30 mars 1843. Il est élève de Paul-Eugène Lequeux et de Péron, de l’École de dessin et de l’École des beaux-arts. Il entre à la Société centrale des architectes français en 1885 où il a pour parrains son maître Péron, Huillard, dont il a été l’inspecteur et Vaudremer. Il devient inspecteur du service permanent des travaux de la ville de paris, expert-arbitre au Tribunal de commerce de la Seine, expert à la Compagnie d’assurance mutuelle. À partir de 1899, il est également expert près le Tribunal civil de la Seine. Il candidate, peu avant sa mort, à la grande médaille d’architecture privée. « Après plusieurs mois de longues souffrances », il décède, en effet, le 13 avril 1904,. Ses obsèques sont célébrées en l’église Saint-Séverin le 16, auxquelles assiste, outre sa famille et ses amis, une délégation de la Société centrale des architectes français comprenant notamment : Bonpaix, Dailly, Édouard Duchâtelet, Charles Albert Gautier, Godet, Janty, François Le Cœur, Gustave Lecomte, Casimir Lefol, Constant Moyaux, Ernest Pergod, Georges Roussi, Rozet, Soudée, Tanquerel, Lucien Tropey-Bailly, Vieux. Il est inhumé au cimetière du Montparnasse, une allocution étant prononcée par Gustave Olive, architecte, le fils de Pierre-Joseph Olive.

## Réalisations
À Paris, il dresse les plans de plusieurs immeubles, dont la maison de la Librarie (120 boulevard Saint-Germain) et les ateliers de l’Imprimerie générale (rue de Fleurus). Il restaure également l’hôtel de ville de Châteaudun après la guerre franco-allemande de 1870 et fait le monument aux morts à cette guerre dans cette ville. Il dresse également les plans d’une chapelle en Loir-et-Cher, restaure l’église Saint-Georges de Cloyes-les-Trois-Rivières  et reçoit un prix au concours pour la construction de l’église Saint-Martin de Bazoches-en-Dunois. Après ces travaux qui lui forgent une renommée, il poursuit après 1885 avec les écoles municipales de la rue de la Jussienne, la caserne Jean-Jacques-Rousseau, le pavillon de chirurgie de l’asile Sainte-Anne ainsi que ; pour des particuliers, des immeubles parisiens (rues de la Faisanderie, de la Lune, Danton, avenue de Suffren) et le château de la Rainville à Châteaudun ; des hôtels, des villas, des usines, des maisons de rapport ainsi que de nombreux travaux pour Paris et le département de la Seine.

## Distinctions
- Médaille du concours de façades de la ville de Paris de 1900, obtenue en 1901, pour l’immeuble sis 3 rue Danton (6e arrondissement de Paris)[3]